# Viscount of Oxfuird

Wappen des Viscounts of Oxfuird

Viscount of Oxfuird ist ein erblicher britischer Adelstitel der Peerage of Scotland.
Der Titel bezieht sich territorial auf Oxenfoord Castle in Midlothian, den ursprünglichen Stammsitz der Viscounts.
Der Viscount ist auch erblicher Chief des Clan Makgill.

## Verleihung und nachgeordnete Titel
Der Titel wurde am 19. April 1651 für  Sir James Makgill, 1. Baronet geschaffen, zusammen mit dem nachgeordneten Titel Lord Makgill of Cousland. Bereits am 19. Juli 1627 war er in der Baronetage of Nova Scotia zum Makgill Baronet, of Cranston Riddle, erhoben worden.
Viscountcy und Lordship wurden ihm mit dem besonderen Zusatz verliehen, dass er in Ermangelung eigener männlicher Nachkommen auch männliche Nachkommen seiner Vorfahren in männlicher Linie erblich sei. Dennoch wurde der Titel nach dem Tod seines Sohnes, des 2. Viscounts, 1706 von dessen Tochter Christian und nach ihr ihrem Sohn Robert Maitland Makgill beansprucht. 1977 entschied das House of Lords, dass die Titel de iure seinem entfernten Verwandten David Makgill als 3. Viscount of Oxfuird zugestanden hätten und sprach sie per Writ of Summons dessen Nachkommen Donald Makgill als 12. Viscount of Oxfuird zu. Bereits im Mai 1907 war seinem Vater der Baronet-Titel zuerkannt worden.

## Liste der Viscounts of Oxfuird (1651)
- James Makgill, 1. Viscount of Oxfuird († 1663)
- Robert Makgill, 2. Viscount of Oxfuird (1651–1706) (Titel ruhend 1706)
- David Makgill, de iure 3. Viscount of Oxfuird († 1717)
- James Makgill, de iure 4. Viscount of Oxfuird († 1747)
- John Makgill, de iure 5. Viscount of Oxfuird (1676–1762)
- Arthur Makgill, de iure 6. Viscount of Oxfuird (1709–1777)
- George Makgill, de iure 7. Viscount of Oxfuird (1723–1797)
- John Makgill, de iure 8. Viscount of Oxfuird (um 1790–1817)
- George Makgill, de iure 9. Viscount of Oxfuird (1812–1878)
- John Makgill, de iure 10. Viscount of Oxfuird (1836–1906)
- George Makgill, de iure 11. Viscount of Oxfuird, 11. Baronet (1868–1926) (Baronet-Titel 1906 wiederhergestellt)
- Donald Makgill, 12. Viscount of Oxfuird (1899–1986) (Viscount- und Lord-Titel 1977 wiederhergestellt)
- George Makgill, 13. Viscount of Oxfuird (1934–2003)
- Ian Makgill, 14. Viscount of Oxfuird (* 1969)

Voraussichtlicher Titelerbe (Heir apparent) ist der Sohn des aktuellen Titelinhabers Max Makgill (* 2012).